# 梅克倫堡縣 (北卡羅萊納州)
梅克倫堡縣（英語：Mecklenburg County）是美国北卡罗来纳州南部的一個郡，南鄰南卡罗来纳州，面積972平方公里。根据2020年美國人口普查，共有人口111萬5,482人。縣治夏洛特（Charlotte）。該縣成立於1762年。縣名紀念英王喬治三世的王后、梅克伦堡-施特雷利茨的夏洛特（Charlotte Sophia of Mecklenburg-Strelitz）。

## 市鎮
- 夏洛特
- 亨特斯維爾
- 科尼利厄斯
- 馬修斯
- 明特希爾